# Concha Bañuls
Concha Bañuls Grafiada, también conocida como Conchita Bañuls (Valencia, 21 de septiembre de 1901-Madrid, 28 de febrero de 1992)  fue una famosa cantante y soprano de zarzuela del siglo XX. 

## Biografía
Debutó con diecisiete años en una compañía del Teatro Victoria del Paralelo de Barcelona. Fue contratada en 1920 actuando con Eugenia Zuffoli para actuar permanentemente en Cuba, donde estrenó obras de Ernesto Lecuona con quien realizó algunas turnés por América, llegando a actuar hasta en Nueva York encontrándose allí con Concha Piquer. En 1931 había vuelto a España estrenando en Barcelona La Virgen morena (que ya había estrenado en La Habana en 1928, con más de 300 representaciones), de Eliseo Grenet, con Eduardo Brito y el propio autor. Entre sus estrenos se encuentran La montería, Los brillantes, de Jacinto Guerrero, La casa de las tres muchachas (una opereta de Berté adaptada por Sorozábal, basada en la música de Schubert), con Pedro Terol, Plácido Domingo Ferrer y Pepita Embil. Los tres formaron compañía hasta la década de 1960, cuando la crisis del género hizo que se retiraran. En estos años intervino en algunos Estudio 1 de TVE, al lado de actores como Jesús Puente, José Bódalo, Julio Núñez, o Daniel Dicenta.

## Fonografía
- La condesa de la aguja y el dedal Columbia.
- El canastillo de fresas Columbia.
- Como Conchita Bañuls de Álvarez, en la DAHR (Discography of American Historical Recordings): http://adp.library.ucsb.edu/index.php/talent/detail/45160/Bauls_de_lvarez_Conchita_vocalist